# David Kraus
David Kraus (* 13. února 1980 Praha) je český zpěvák, herec, textař a skladatel. Je znám ze svého působení v hudební skupině Laura a její tygři, písní, kde oslavoval Zuzanu Norisovou (píseň Zuzana Norisová) a také z účinkování v televizním pořadu svého otce Jana Krause Uvolněte se, prosím a Show Jana Krause.
V roce 2015 se stal tváří kampaně iniciativy HateFree Culture.
V roce 2018 nazpíval se zpěvačkou Jitkou Zelenkovou duet Pouhý známý. Slavný americký hit You don't know me přetextoval do češtiny Miroslav Černý. Původně píseň zpíval zpěvák Pavel Bobek. Černý později přímo pro Zelenkovou a Krause upravil svůj text pro duet.

## Diskografie
- 2002 David Kraus
- 2011 Cukrárna

## Singly
- 2002 Zuzano
- 2007 Nevinná
- 2013 Alternativa
- 2014 The Horizons (feat. JKL)

## Filmografie
- 1991 Ohrožené prázdniny
- 2000 Archa pro Vojtu
- 2001 Královský slib
- 2004 Bolero
- 2005 Náves (TV seriál)
- 2006 Hezké chvilky bez záruky
- 2008 Vy nám taky, šéfe!
- 2012 Vyprávěj (TV seriál)
- 2012 Martin a Venuše
- 2014 Šťastná
- 2015 Vraždy v kruhu (TV seriál)
- 2018 Modrý kód (TV seriál)
- 2019 Ženy v běhu
- 2022 Láska hory přenáší

### TV pořady
- 1999 Noc s Andělem
- 2004 Uvolněte se, prosím
- 2009 Uvoľnite se, prosím
- 2011 Show Jana Krause
- 2016 Tvoje tvář má známý hlas